# 환영 (영화)
"환영"은 1967년 공개된 대한민국의 영화이다.

## 배역
- 신성일
- 김혜경
- 고은아
- 김동원
- 방수일
- 김정옥